# Страхователь
Страхователь (или полисодержатель) — это юридическое лицо или дееспособное физическое лицо, заключившее со страховщиком договор страхования либо являющееся страхователем в силу закона.

Статья 5. Страхователи
1. Страхователями признаются юридические лица и дееспособные физические лица, заключившие со страховщиками договоры страхования либо являющиеся страхователями в силу закона.
— Закон РФ от 27.11.1992 N 4015-1 (ред. от 28.11.2018) "Об организации страхового дела в Российской Федерации" (с изм. и доп., вступ. в силу с 01.01.2019)
Страхователи могут заключать со страховщиками договоры о страховании третьих лиц (застрахованных лиц), но в некоторых странах (например, в России) только c согласия этих третьих лиц, кроме лишь случаев, предусмотренных законом. Застрахованные лица могут приобретать права и обязанности страхователя согласно с договором страхования.
Страхователи имеют право при заключении договоров личного страхования назначать при согласии застрахованного лица граждан или юридических лиц (выгодоприобретатель) для получения страховых выплат, а также заменять их к наступлению страхового случая, если это предусмотрено законом и/или договором страхования.
Страхователи имеют право при заключении договоров страхования других, чем договоры личного страхования, назначать граждан или юридических лиц (выгодоприобретателей), которые могут понести убытки в результате наступления страхового случая, для получения страхового возмещения, а также заменять их к наступлению страхового случая, если другое не предусмотрено законом.